# Мелководная (бухта, Амурский залив)
Мелководная — бухта в Приморском крае России, на северо-западе Амурского залива, в акватории Японского моря.
Бухта Мелководная вдается в берег между мысом, образованным восточным склоном горы Столовая, и мысом Ограновича, расположенным в 2,6 мили к северо-востоку от него. Местность, прилегающая к берегам бухты Мелководная, представляет собой обширную низменность, покрытую кустарником, травой и камышом. Возвышенные участки берега имеются только у входных мысов и на северо-западном берегу бухты, где возвышается хребет Барсовый высотой 178,8 м, находящийся в 1,5 мили к юго-западу от мыса Низменный. Берега бухты извилистые, низкие, отмелые, поросли кустарником и луговыми травами. Пляжи очень узкие, топкие, местами покрыты гниющими водорослями. Во многих местах берега бухты прорезаны речками и ручьями. Грунт в бухте ил, встречаются водоросли.